# Krsna slava
Krsna slava ili slava običaj je slavljenja obiteljskog sveca (nešto kao imendan koji se slavi kod kuće). Ovaj običaj se najviše povezuje sa Srbima, koji smatraju slavu jednom od specifičnosti svoje kulture, iako slave (koje nisu identične sa srpskog slavom) postoje i u Crnoj Gori, Sjevernoj Makedoniji te u Bugarskoj samo oko Timoka. Slava se susreće i kod katolika u Boki kotorskoj, Konavlima, južnoj Hercegovini, Dalmaciji i Bosanskom Grahovu, kod Albanaca katolika, nekih Bošnjaka muslimana u Bosni i Sandžaku, pravoslavnih Vlaha, Goranaca i Hrvata na Kosovu (Janjevo i Letnica)
Pored obiteljske slave, postoje i crkvene, gradske, plemenske, pa čak i stranačke ili zanatlijske slave.
Neki autori smatraju da je slava ostatak slavenskog paganizma, koji je imao veliki broj bogova prije usvajanja kršćanstva. Pošto su Slaveni dugo živjeli u rodovskom društvenom uređenju, razumljivo je što se kod njih dugo očuvao kult predaka. Tako, na primjer, običaj slave najvjerojatnije predstavlja zamjenu obiteljskog, odnosno rodovskog poganskog zaštitnika kršćanskim svecem zaštitnikom.
Drugi vjeruju, da su Srbi usvojili ovu tradiciju u vrijeme pokrštavanja, krajem 9. stoljeća. Neki vjeruju da se sam dan masovnog krštenja uzimao kao dan sveca zaštitnika, drugi tvrde da je svako pleme usvojilo svog zajedničkog zaštitnika, dok ostali i dalje tvrde da slava samo predstavlja sveca koji je zamijenio prethodnog poganskog boga-zaštitnika. Ponekad bi se dogodilo, da se nova slava usvoji kada postoji vjerovanje da se neki svetac zalagao za neku vrstu spasenja. Novi svetac bi bio usvojen na mjestu starog, čiji dan bi se i dalje obilježavao paljenjem svijeće, ali s mnogo manje slavlja.
Slava se nalazi u Nacionalnom registru Nematerijalnog kulturnog nasljeđa Srbije, a 2014. godine je upisan i u UNESCO-ovu Nematerijalnu kulturnu baštinu.

## Nastanak
Velika je vjerojatnost da slava ima korijenje u vremenu aktivnosti kršćanskih misionara među Južnim Slavenima i drugim plemenskim zajednicama na Zapadnom Balkanu tijekom druge polovice 9. stoljeća. Slijedeći ikonoklazam, misionari poslani iz bizanta dolaze na dalmatinsku obalu, te nakon što dijelovi ove regije dolaze pod utjecaj zapadne crkve slava se pokušava zaustaviti, međutim unatoč tome ista se zadržala kod katolika sve do modernog vremena. Druga indikacija koja ide u prilog činjenici da je porijeklo slave najranije iz vremena misionara jest regionalni naziv za običaj slave, „krsno ime”, koji možebitno nalaže da su obitelji kao zaštitinike prisvajale svece na čiji je imendan palo njihovo zajedničko krštenje. Ipak, elementi štovanja predaka upućuju na izrazito duboku starost i u konačnici pretkršćanski supstrat.
Pouzdano se zna da je Sveti Sava u praksu uveo obred slave, na liturgijskoj osnovi. Od vremena Svetog Save taj se obred, kao i običaji koji ga prate, postupno širio i formirao dok nije dostigao današnji oblik. Današnji oblik slave je konačno uobličio mitropolit Srbije Mihailo 1862. godine.

## Nasljeđivanje
Za razliku od većine običaja koji su zajednički za cijeli narod, svaka obitelj odvojeno slavi svog sveca. Sveca sinovi nasljeđuju od glave obitelji – obično oca. Kćeri nasljeđuju slavu samo ako ostanu u kući; udate žene obično slave muževljevu slavu.
Svaka kuća ima jednu ili dvije slave godišnje (ovisno od sveca, jer nekima su posvećena dva dana). Ipak, samo jedan je glavni dan gozbe u čast sveca zaštitnika (nije obavezno isti od dva dana za sve obitelji); drugo slavlje se naziva „mala slava”, preslava ili poslužit.
Neke obitelji proslavljaju još jednog sveca, ali u manjoj mjeri (primjerice, kada je žena jedini potomak iz svoje matične obitelji, da se slava dotične obitelji ne bi izgubila).
Ako se domaćinstvo preseli daleko, uz očevu dozvolu, sin može proslavljati slavu u svom domu; obično, međutim, dokle god je živ patrijarh obitelji, njegovi sinovi proslavljaju pod njegovim krovom. Također ako ima više sinova, i oni žele osnovati svoju obitelj od slavskog kolača sin koji želi slaviti slavu, dolazi kod oca na slavu, a otac mu od kolača u desnu ruku predaje jednu četvrtinu kolača. Iduće godine i on slavi slavu u svojoj kući.

## Posveta vode
U mnogim mjestima je običaj da prije slave svećenik dođe u kuću posvetiti vodu od koje će kasnije biti umiješen slavski kolač.
Domaćica priprema zdjelu s vodom, bosiljak, svijeću, kadionicu, tamjan, te pali kandilo ispred ikone. Tada svećenik posvećuje vodu kojom će biti umiješen slavski kolač. Za tu priliku je potrebno pripremiti: kadionicu, vatru ili briket specijalnog ugljena, tamjan, svijeću, svijećnjak, bosiljak i posudu čiste vode. Sve to bi se inače trebalo nalaziti na stolu, okrenuto prema ikoni slave, koja bi prema crkvenim pravilima trebala biti okrenuta prema istoku. Sveta vode se tretira kao svetinja i njome se pažljivo rukuje. Kada se uoči samog dana slave završe sve pripreme za sutrašnji dan, tom vodom i brašnom, kao i ostalim dodacima (kvasac, sol ...) mijesi se slavski kolač. U nekim mjestima slava počinje već uoči dana, večerom, jer je to liturgijski gledano već novi dan, zato što je u crkvi služena večernja služba (večernje). Ipak, to je rijetka pojava, jer se u većini slučajeva kolač reže (sječe) na sam dan slave.

## Žito
Pred slavu u kući se kuha žito. Kao crkveni simbol ono podsjeća na biljne žrtve iz Starog zavjeta. Smatra se da ono predstavlja ilustriranu vezu ovozemaljskog i zagrobnog života.

## Odlazak u crkvu
Kada osvane dan slave, u crkvu se nosi slavski kolač, žito i crno vino. U crkvi se vrši zajedničko posvećenje žita i blagoslivljanje kruha i vina, a onda svećenik svako žito posebno prelije i svaki kolač posebno reže. Tom prilikom slavljenik preda svećeniku prije liturgije osmrtnicu (popis živih i preminulih članova obitelji) radi spomena i vađenja čestica na proskomidiji- živih za zdravlje, a preminulima za pokoj duše.
Kolačar (onaj tko nosi kolač u crkvu) prilaže crkvi svoje darove: tamjan, ulje, vino i sl., a u novije vrijeme i novac.

## Tropari
Tropari su kratke pjesme od nekoliko strofa, koje su posvećene glavnoj temi slave (prazniku ili svecu). Nekada su tropari bili nezaobilazan dio slave, do danas su nešto rjeđa pojava. Danas se tropari pjevaju skoro samo prilikom rezanja kolača u kući.

## Rezanje kolača u kući
Tamo gdje je naslijeđena obiteljska praksa ili se uvodi nova, da se kolač reže u kući, treba postupiti na sljedeći način.
Još navečer ili rano ujutro stavi se na stol sve što je potrebno za obred, a stol je za tu priliku okrenut prema ikoni, odnosno prema istoku. Na stolu trebaju biti: slavski kolač, žito, čaša crnog vina, svijeća, popis živih i preminulih članova obitelji radi molitvenog spominjanja, kadionica s briketom i šibicom ili upaljačem. Pored vina i žita se nalazi žličica, a pored slavskog kolača nož. Pred sam početak obreda se pali svijeća (može i ranije), dok je kandilo upaljeno još navečer i gorjelo tijekom noći. Kad svećenik dođe u kuću, na stolu je sve što je potrebno. Nakon običajnog pozdrava, domaćin priđe svijeći, prekrsti se i pripali je. Poslije toga svećenik čita molitvu Oče naš i tropara slave, te na kraju molitvu za posvećenje žita. Za vrijeme ovog obreda, okade se: ikona, slavski kolač, žito, vino, prostorija u kojoj se slavi, kao i nazočni članovi obitelji i gosti. Neposredno poslije obreda, ne prekidajući tijek, svećenik prelazi na rezanje slavskog kolača. Za to vrijeme počinju pjevati tropari.

## Proslava
Slava okuplja cijelu obitelj i obično se priprema gozba, uključujući tradicionalna jela: slavski kolač i koljivo. Koljivo (ili žito) radi se od kuhane pšenice. Može se pripremiti na razne načine, ali najčešće sadrži orahe, oraščiće i/ili karanfiliće i med. Pšenica je simbol Uskrsnuća Kristova. Ovisno od toga da li slava pada za vrijeme posta, ostatak gozbe ili sadrži životinjske proizvode (mrsna slava) ili ne (posna slava).
Najčešće slave su Sveti Nikola, 19. prosinca (Nikoljdan), Sveti Juraj, 6. svibnja (Đurđevdan), Sveti Ivan Krstitelj, 20. siječnja (Jovanjdan), Sveti Dimitrije Solunski, 8. studenog (Mitrovdan) i Sveti Mihael, 21. studenog (Aranđelovdan).